# Val de Fontenay (métro de Paris)
Val de Fontenay est une future station de la ligne 15 du métro de Paris. Elle permettra la correspondance avec les lignes A et E du RER au niveau de la gare du Val de Fontenay. Elle devrait voir passer 85 000 voyageurs par jour.

## Histoire

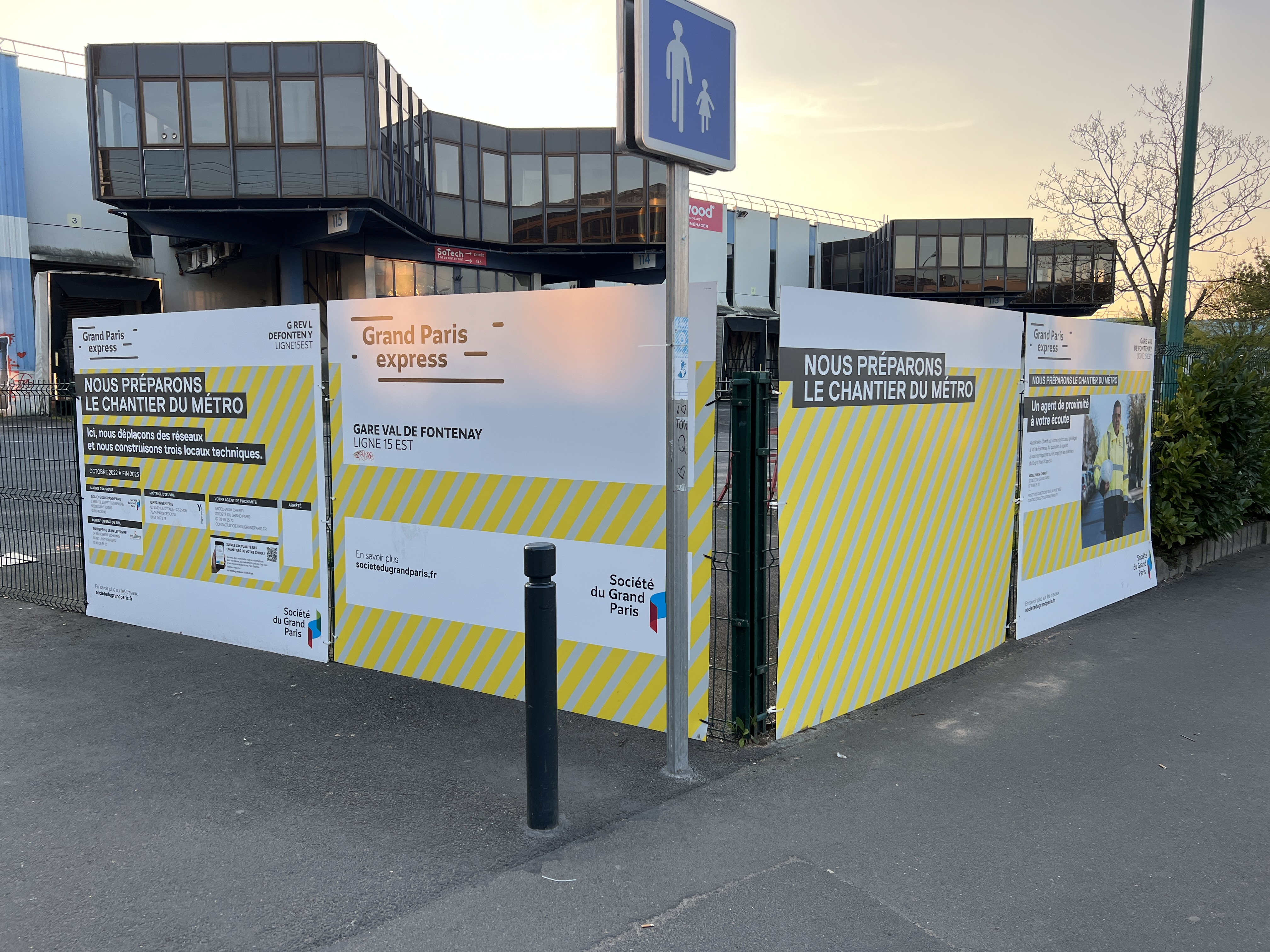
Affiches annonçant les travaux préparatoires de la station.

## Services aux voyageurs

### Intermodalité
Pour la correspondance entre cette future station (Val de Fontenay) de la ligne 15 du Grand Paris Express, et la gare du Val de Fontenay actuelle (desservie par la ligne A du RER (RATP) et par la ligne E du RER (SNCF)) la liaison prévue est en tunnel sous l'autoroute A86 (France) qui les séparera.
L'arrivée à Val de Fontenay de la Ligne 1 du tramway d'Île-de-France est aussi prévue.

## Projets
Il est envisagé de prolonger la ligne 1 à Val de Fontenay.